# Pomnik św. Faustyny w Łodzi
Pomnik św. Faustyny – pomnik-fontanna poświęcona św. Faustynie Kowalskiej dla Parafii św. Faustyny Kowalskiej w Łodzi.

## Opis
Pomnik, wykonany z marmuru kararyjskiego o wadze półtorej tony i wysokości ok. 2 m, odsłonięty został 5 października 2008 roku. Autorem pomnika jest Mariusz Drapikowski, autor między innymi bursztynowo-brylantowej Sukienki Zawierzenia do Cudownego Obrazu Matki Boskiej Częstochowskiej. Budowę pomnika sfinansował Zakład Wodociągów i Kanalizacji w Łodzi i „Społeczny Komitet Budowy Pomnika Świętej Faustyny, Patronki Miasta Łodzi”.

## Kontrowersje
W 2010 roku rada nadzorcza ZWiK dopatrzyła się niejasności w związku z przekazaniem przez poprzedni zarząd spółki miliona złotych na budowę Pomnika św. Faustyny. Pieniądze przekazane na budowę pomnika mogły być wydane niezgodnie z prawem.